# Holmsjökullsgölen
Holmsjökullsgölen är en sjö i Vimmerby kommun i Småland och ingår i Emåns huvudavrinningsområde.